# Donald Dewar

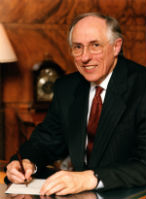
Offizielles Porträt von Donald Dewar

Donald Campbell Dewar (* 21. August 1937 in Glasgow; † 11. Oktober 2000 in Edinburgh) war ein schottischer Politiker der Labour Party und von 1999 bis zu seinem Tod der erste Erste Minister Schottlands nach der Neugründung des schottischen Parlaments.
Donald Dewar wurde erstmals 1966 ins House of Commons gewählt. Nach dem Sieg der Labour Party im Jahr 1997 wurde er unter der Regierung von Tony Blair zum Secretary of State for Scotland ernannt. In dieser Position überwachte er die Durchführung des Scotland Act von 1998, der unter anderem zur Bildung eines selbstständigen schottischen Parlaments führte. Bei den ersten Wahlen des neugeschaffenen Parlaments führte er die Scottish Labour Party an und wurde nach dem Wahlsieg zum ersten Minister in einer Koalitionsregierung mit den Scottish Liberal Democrats.

## Tod und Begräbnis
Im April 2000 wurde Donald Dewar zu einer Herzuntersuchung in ein Krankenhaus eingeliefert, nachdem bei einer vorherigen Untersuchung kleinere Unregelmäßigkeiten bemerkt wurden. Später hatte er eine Operation zur Korrektur der Fehlfunktion einer Herzklappe, die ihn zu einer dreimonatigen Amtspause zwang, während der stellvertretende erste Minister Jim Wallace die Amtsgeschäfte übernahm. Im August 2000 konnte Donald Dewar die Regierungsgeschäfte wieder übernehmen.
Am 10. Oktober 2000 stürzte er gegen Mittag. Zuerst schien er gesund zu sein, doch erlitt er am selben Tag einen schweren Schlaganfall, der möglicherweise durch die Behandlung mit Blutverdünnern in der Folge der Herzoperation begünstigt wurde. Er starb am nächsten Tag um 12:18 Uhr Ortszeit im Western General Hospital in Edinburgh im Alter von 63 Jahren.
Die Trauerfeier wurde in der Glasgow Cathedral unter bisher nicht gekannter Anteilnahme für einen schottischen Politiker abgehalten. Donald Dewar wurde eingeäschert und seine Asche im Burgh Lochgilphead verstreut.

## Vermächtnis
Die Verdienste für das Schottische Parlament brachten Donald Dewar in einigen Kreisen den Ruf als "Vater der Nation" ein, auch wenn das Schottische Parlament in seinen Anfangsjahren einige Probleme hatte.
Im Mai 2002 enthüllte Premierminister Tony Blair eine Statue von Donald Dewar in der Buchanan Street in Glasgow. Als Anspielung auf das nie ganz perfekte Erscheinungsbild, für das Donald Dewar bekannt war, trägt die Statue ein leicht zerknautschtes Jackett. Im Oktober 2005 wurde die Statue zur Reinigung abgebaut und anschließend auf einen zwei Meter hohen Sockel gestellt, um den fortwährenden Vandalismus zu unterbinden. In den Sockel der Statue wurden die ersten Worte des Scotland Act eingraviert: „There Shall Be A Scottish Parliament“, ein Satz, zu dem Donald Dewar einst den Kommentar „I Like That!“ abgab.
| Personendaten    | Personendaten                                         |
| ---------------- | ----------------------------------------------------- |
| NAME             | Dewar, Donald                                         |
| ALTERNATIVNAMEN  | Dewar, Donald Campbell (vollständiger Name)           |
| KURZBESCHREIBUNG | schottischer Politiker, Mitglied des House of Commons |
| GEBURTSDATUM     | 21. August 1937                                       |
| GEBURTSORT       | Glasgow                                               |
| STERBEDATUM      | 11. Oktober 2000                                      |
| STERBEORT        | Edinburgh                                             |